# Кошерське князівство
Кошерське (Каширське, Коширське) князівство — удільне васальне князівство 14-16 ст. у Великому князівстві Литовському (від 1569 — Речі Посполитій). Включало землі на Волині з центром у місті Кошерськ (Волинська область, Україна), охоплюючи Кошерський повіт Волинського воєводства. Правили князівством Ольгердовичі, Сангушки, Красіцькі.

## Історія
Князівство було утворено близько 1387 року внаслідок надання уділу Федору Ольгердовичу великим князем Волинським Любартом. Проте воно стало складовою частиною Ратненського князівства. Втім воно не було спадковим, а лише пожиттєвим. Його столицею стало старовинне містечко Кошерськ (нині городище між Старими й Новими Кошарами в Ковельському районі). У 1433 році Кошерське князівство разом з Ратненським перейшло до роду Санґушків.
У 1443 році виокремилося в самостійний уділ. Першим його правителем став Іван-Борис Сангушкович, після його смерті у 1475 році князівство успадкував його брат Олександр Сангушкович. Поступово князівство зміцнювалося й розширювалося. Найбільшого розквіту досягло за князя Андрія Сангушки.
У 1534 році князівство перешло до спадкоємців, правнуків Олександра Сангушковича, які писалися Сангушковичі-Кошерські, а потім Сангушки-Кошерські. У 1560-х років відбувається поступове обмеження автономії князівство, чому його володарі особливо не опиралися, більше уваги приділяючи накопиченню посад й маєтностей.
Останнім кошерським князем був Адам Олександр Сангушко (1601—1653), який перейшов у католицизм і був одним з сенаторів, які впливали на політику Речі Посполитої. Дітей не мав і тому родина Сангушків-Кошерських вигасла, а князівство відійшло до Мартина Костянтина Красіцького, який переніс адміністративний центра до містечка Камінь, який став зватися Камінь-Каширський. В роду польських магнатів Красіцьких як звичайне велике земельне володіння перебувало до 1793 року, коли було ліквідовано російським урядом після Другого поділу Речі Посполитої.

## Управління
Князі не підлягали місцевій адміністрації (повітовій чи воєводській), лише в деяких питаннях великому князю литовському чи польському королю. Тут безроздільно панувало князівське право (лат. jus ducale), завдяки чому вона фактично перетворилася на державу в державі. Суверенність землеволодіння відносилася до засадничих елементів княжого права. Також правителя Кошерського князівства виводили власні збройні загони (почти) під родовим гербом, і корогвами Волинського воєводства.